# Cotinis fuscopicea
Cotinis fuscopicea är en skalbaggsart som beskrevs av Michael A. Goodrich 1966. Cotinis fuscopicea ingår i släktet Cotinis och familjen Cetoniidae. Inga underarter finns listade i Catalogue of Life.